# Arsênio
O arsênio (português brasileiro) ou arsénio (português europeu) (do latim arsenium) é um elemento químico de símbolo As com número atômico 33 (33 prótons e 33 elétrons) e com massa atómica 75 u. É um semimetal (metaloide) encontrado no grupo 15 (anteriormente denominado VA) da Classificação Periódica dos Elementos. Como conservante da madeira numa fórmula de arseniato de cobre e crômio, é o uso que representa, segundo algumas estimativas, cerca de 70% do seu consumo mundial. Foi descoberto em 1250 por Santo Alberto Magno.
É considerado um dos cinco elementos químicos mais letais do mundo, ao lado do chumbo, do tálio, do antimônio e do mercúrio.

## Principais características
O arsênio apresenta três estados alotrópicos: cinza ou metálico, amarelo e negro. O arsênio cinza metálico (forma α) é a forma mais estável nas condições normais e tem estrutura romboédrica; é um bom condutor de calor, porém um péssimo condutor elétrico. O arsênio amarelo (forma γ) é obtido quando o vapor de arsênio é esfriado rapidamente. É extremamente volátil e mais reativo que o arsênio metálico e apresenta fosforescência à temperatura ambiente. Também se denomina arsênio amarelo o mineral trissulfeto de arsênio. Uma terceira forma alotrópica, o arsênio negro (forma β), de estrutura hexagonal , tem propriedades intermediárias entre as formas alotrópicas descritas, e se obtém da decomposição térmica da arsina ou resfriamento lento do vapor de arsênio.
Todas as formas alotrópicas, exceto a cinza, não apresentam brilho metálico e apresentam uma condutibilidade elétrica muito baixa, comportando-se como metal ou não metal em função, basicamente, do seu estado de agregação. Reage violentamente com o cloro e se combina, quando aquecido, com a maioria dos metais para formar o arsenieto correspondente; reage, também, com o enxofre. Não reage com o ácido clorídrico em ausência de oxigênio, porém reage com o ácido nítrico aquecido, estando concentrado ou diluído, e com outros oxidantes como o peróxido de hidrogênio, o ácido perclórico e outros. É insolúvel em água, porém muitos de seus compostos são solúveis.
É um elemento químico essencial para a vida, ainda que tanto o arsênio como seus compostos sejam extremamente venenosos.

## Aplicações
Conservante de couro e madeira (arseniato de cobre e crômio), uso que representa, segundo algumas estimativas, cerca de 70% do seu consumo mundial. O arsenieto de gálio é um importante semicondutor empregado em circuitos integrados mais rápidos e caros que os de silício. É usado como aditivo em ligas metálicas de chumbo e latão. Tem uso tradicional em inseticidas (arseniato de chumbo), herbicidas (arsenito de sódio) e venenos. O dissulfeto de arsênio é usado como pigmento e em pirotécnica. Usado também como descolorante na fabricação do vidro (trióxido de arsênio).
No início da Idade do Bronze o arsênio foi usado como componente do bronze, mas devido à sua toxicidade foi substituído posteriormente pelo estanho.
É aplicado também na conservação de fosseis. Recentemente renovou-se o interesse principalmente pelo uso do trióxido de arsênio para o tratamento de pacientes com leucemia.

## Papel biológico
Ainda não está claro que o arsênio seja um elemento químico essencial para todos os organismos vivos, ou que sua deficiência gere complicações. Algumas formas de vida mais simples como certos organismos unicelulares podem utilizar o arsênio como catalisador em reações de oxirredução para obtenção de energia. O arsênio pode desativar centenas de enzimas envolvidas em diversos processos biológicos celulares. A presença de genes de resistência ao arsênio em virtualmente todos os organismos vivos conhecidos, desde os unicelulares até os multicelulares é um forte argumento contra a hipótese da essencialidade do arsênio. O efeito estimulante de crescimento associado ao arsênio fornecido em altas doses a alguns animais de criação como ratos, hamsters, cabras, porcos, galinhas e perus pode estar associado a uma função fisiológica no metabolismo da metionina nestes animais, ou a outras funções pouco compreendidas, desde fisiológicas e fisiopatológicas até antibióticas.
Em 2 de dezembro de 2010, a NASA revelou a descoberta uma nova forma de vida no lago Mono, na Califórnia. Esta espécie de bactéria da família Halomonadaceae supostamente tem o DNA diferente de qualquer outra criatura já descoberta até hoje, por ter suas ligações de fósforo, conhecidas como ligações fosfodiéster, substituídas por arsênio (o DNA atualmente é conhecido por ser composto por "ligações de hidrogênio" entre as fitas simples de DNA e combinações de ligações covalentes, feitas exclusivamente de carbono, hidrogênio, nitrogênio, oxigênio e fósforo), embora recentemente, diversos estudos importantes tenham questionado esses resultados. As pesquisas têm demonstrando que, na verdade, a bactéria em questão é altamente resistente ao arsênio, embora ainda dependente do fósforo.

## História
O arsênio (do grego άρσενιχόν, auripigmento amarelo) é conhecido desde tempos remotos assim como alguns de seus compostos, especialmente os sulfetos. Dioscórides e Plínio conheciam suas propriedades; Celso Aureliano, Galeno e Isidoro Largus sabiam de seus efeitos irritantes, tóxicos, corrosivos e sua ação parasiticida, e observaram suas virtudes contra a tosse, afecções da voz e dispneia. Os médicos árabes usaram também compostos de arsênio em inalação, pílulas e poções, e também em aplicações externas. Durante a Idade Média os compostos arsenicais caíram no esquecimento sendo relegados aos curandeiros que os prescreviam contra algumas enfermidades. Roger Bacon e Alberto Magno se detiveram no seu estudo. O primeiro que o estudou em detalhes foi George Brandt em 1633, e Johann Schröeder o obteve em 1649 pela ação do carvão sobre o ácido arsênico. A Jöns Jacob Berzelius se devem as primeiras investigações acerca da composição dos compostos de arsênio.
A partir do século XVIII os compostos arsenicais conseguiram um posto de primeira ordem na terapêutica até serem substituídos pelas sulfamidas e os antibióticos.

## Abundância e obtenção
É o 52.º elemento em abundância da crosta terrestre e é encontrado na forma nativa, principalmente sob forma de sulfeto e associado a uma série de minerais que contém ouro, cobre, chumbo, ferro (arsenopirita ou mispickel), níquel, cobalto e outros metais. Na fusão de minerais de ouro, cobre, chumbo e cobalto se obtém trióxido de arsênio (As2O3) que se volatiliza no processo e é arrastado pelos gases da chaminé, podendo conter mais de 30% do óxido. Os gases da chaminé são refinados posteriormente misturando-os a uma pequena quantidade de galena ou pirita para evitar a formação de arsenitos, e pela queima se obtém trióxido de arsênio com 90 a 95% de pureza. Por sublimação sucessiva pode-se obter com uma pureza de 99%.
Reduzido-se o óxido com carbono obtém-se o metaloide (semimetal arsênio), entretanto a maioria do arsênio é comercializado como óxido. Praticamente a totalidade da produção mundial de arsênio metálico é chinesa, que é também é o maior produtor mundial de trióxido de arsênio.
Segundo dados do serviço de prospecções geológicas estado-unidenses (U.S. Geological Survey) as minas de cobre e chumbo contêm aproximadamente 11 milhões de toneladas de arsênio, especialmente no Peru e Filipinas. O metalóide também é encontrado associado com depósitos de cobre-ouro no Chile e de ouro no Canadá e diversos outros países. Existem centenas de milhares de pequenas minas de ouro desativadas no mundo e centenas de grandes minas de ouro em operação. Dos 16 tipos de depósitos de ouro geralmente reconhecidos, apenas 6 não têm associação com arsênio.

## Isótopos
Usa-se o arsênio-73 como traçador para estimar a quantidade de arsênio absorvido pelo organismo e o arsênio-74 na localização de tumores cerebrais.

## Precauções
O arsênio e seus compostos são extremamente tóxicos, especialmente o arsênio inorgânico. Milhões de pessoas no mundo inteiro adoecem e morrem sem saber que a causa de suas doenças é o envenenamento crônico por arsênio. Em Bangladesh, por exemplo, ocorreu uma intoxicação em massa, a maior da história, devido à construção de milhares de poços tubulares de água que estavam naturalmente contaminados com arsênio. A Organização Mundial de Saúde estabelece um limite máximo de 0,010 mg/L de arsênio em água para consumo humano (WHO, 2001).

### O arsênico
"O elemento químico se chama arsênio, enquanto arsênico, talvez o mais famoso dos venenos, é o nome popular de um de seus compostos, o trióxido de arsênio — também conhecido como arsênico branco".

## Toxicologia
O arsênio é absorvido pelo organismo humano principalmente por inalação e ingestão. Os compostos orgânicos de arsênio são menos tóxicos que os inorgânicos. O arsênio inorgânico trivalente (As3+) interage fortemente com grupos sulfidrilas de moléculas orgânicas. Diversas enzimas são afetadas com isso, ocasionando danos em vários sistemas celulares. Basta uma dose de 140 miligramas de arsênio inorgânico trivalente para causar a morte de um ser humano adulto por dano à respiração celular, em poucas horas ou dias. O arsênio pode induzir a produção de metalotioneína, uma proteína que se liga a esse metal e também ao cádmio, mercúrio e a muitos metais essenciais. Supõem-se que esse é um dos mecanismos de adaptação que leva a uma relativa tolerância à toxicidade do arsênio em organismos multicelulares. A tolerância é dita relativa porque o acúmulo de arsênio no organismo causa doenças a médio e longo prazo, principalmente em espécies caracterizadas por alta duração de vida e alto índice de encefalização, como a espécie humana. Os alimentos mais contem arsênio orgânico são peixes e crustáceos, apresentando-o geralmente na forma de arsenobetaína.